# 瓦爾西克區
瓦爾西克區是索馬利亞的一個區，位於該國東南部的中謝貝利州，首府為瓦爾西克。

## 外部鏈結
- 瓦爾西克在Google地圖上的位置